# Lemande (peuple)
Pour les articles homonymes, voir Lemande.
Les Lemande sont une population du Cameroun vivant dans la Région du Centre, le département du Mbam-et-Inoubou, l'arrondissement de Bafia, dans des villages tels que Omeng, et l'arrondissement de Bokito. 

## Langue
Ils parlent le nomaande (ou lemande), une langue bantoïde méridionale.